# Franciszek Józef II
Franciszek Józef II Liechtenstein, właśc. Franz Joseph II Maria Aloys Alfred Karl Johannes Heinrich Michael Georg Ignaz Benediktus Gerhardus Majella von und zu Liechtenstein (ur. 16 sierpnia 1906 w Frauental, zm. 13 listopada 1989 w Grabs) – książę Liechtensteinu w latach 1938–1989, tytularny książę karniowski i opawski, hrabia Rietbergu.

## Życiorys
Franciszek Józef przyszedł na świat na zamku Frauenthal w Styrii 16 sierpnia 1906 roku jako syn księcia Alojzego Liechtensteina i jego żony Elżbiety Amalii Habsburg, bratanicy cesarza austriackiego Franciszka Józefa I, który został jego ojcem chrzestnym. Dzieciństwo spędził we Frauenthal i Gross-Ullersdorf (obecnie Velké Losiny), a następnie uczęszczał do prywatnego gimnazjum Schottengymnasium w Wiedniu. Rozpoczął studia z nauk leśnych na Uniwersytecie Zasobów Naturalnych i Przyrodniczych w Wiedniu w 1925 i zakończył je zdobywając tytuł inżyniera w 1929.
Pradziadkiem młodego księcia był Franciszek de Paula, drugi syn Jana I i młodszy brat Alojzego II. Kiedy obaj synowie Alojzego II nie mieli męskich potomków, prawa do sukcesji przechodziły na najbliższych im męskich krewnych czyli na stryja Franciszka Józefa – Franciszka de Paulę Marię, a w dalszej kolejności na jego ojca Alojzego. Ponieważ oboje zrzekli się praw do tronu w 1923 roku a Franciszek de Paula Maria nie miał męskiego potomka to następcą tronu został właśnie młody Franciszek Józef. Jako następca tronu odwiedził Liechtenstein kilkukrotnie, m.in. w 1927 kiedy oceniał skutki powodzi Renu. Przed objęciem władzy podróżował po Europie i Stanach Zjednoczonych. W 1929 roku przejął zarządzanie nad majątkiem rodu Liechtensteinów, a w 1930 wykupił dla Domu Książęcego większość udział w LGT Bank.
W 1938 roku kraj stanął w obliczu poważnego kryzysu związanego z anschlussem Austrii i wzrostem aktywności ruchów nazistowskich w Liechtensteinie, podupadający na zdrowiu Franciszek I oddał większość władzy książęcej swojemu następcy mianując go 30 marca 1938 roku koregentem. Pełnię władzy Franciszek Józef II objął 25 lipca 1938 po śmierci Franciszka I. Jako pierwszy książę w historii osiadł na stałe w Vaduz.
Pod wpływem Franciszka Józefa udało się porozumieć dwóm najważniejszym partiom kraju – Unii Patriotycznej i Postępowej Partii Obywatelskiej. W wyborach do Landtagu w 1938 roku wystawiona został wspólna lista, dzięki czemu naziści nie dostali się do parlamentu, a władzę sprawował rząd koalicyjny. Na początku panowania wizytował w Radzie Federalnej Szwajcarii w Bernie oraz w Berlinie, gdzie spotkał się z Adolfem Hitlerem. Po wybuchu II wojny światowej książę ograniczył swoją działalność dyplomatyczną, a skupiał się na budowaniu jedności wśród Liechtensteińczyków, aby zapewnić krajowi niezależność. Wygłaszał liczne przemówienia pokrzepiające, ale także pod jego wpływem Landtag ustanowił dzień 15 sierpnia Świętem Narodowym Liechtensteinu. Ponadto książę przedłużył kadencję parlamentu na czas nieokreślony, aby zapobiec dotarciu do władzy nazistów.
7 marca 1943 roku poślubił Georginę von Wilczek i był to pierwszy ślub monarchy, który odbył się w Liechtensteinie i stanowił ważne wydarzenie pokrzepiające Liechtensteińczyków. Miał wraz z nią pięcioro dzieci:
- książę Jan Adam II (ur. 14 lutego 1945) – późniejszy książę Liechtensteinu
- książę Filip Erazm (ur. 19 sierpnia 1946)
- książę Mikołaj Ferdynand (ur. 24 października 1947)
- księżniczka Nora Elżbieta (ur. 31 października 1950)
- książę Wacław Franciszek Józef (1962–1991)

Pod koniec II wojny światowej Franciszkowi udało się sprowadzić zbiory książęce z posiadłości w Austrii i Czechosłowacji, chroniąc je przed zniszczeniem i obrabowaniem. Również pod koniec konfliktu książę i rząd Liechtensteinu stanęli w obliczu trudnego problemu, kiedy około pięciuset dezerterów z Rosyjskiej Armii Wyzwoleńczej przekroczyło granicę i chciało ubiegać się o azyl, którego mimo nacisków sowieckich ostatecznie im udzielono. W 1945 roku po zakończeniu II wojny światowej rodzina Liechtensteinów utraciła około 66 000 ha ziemi w Czechosłowacji, a zatem zdecydowaną większość swojego majątku, nie otrzymując przy tym żadnego odszkodowania. Zmusiło to księcia do wyprzedania części książęcych zbiorów sztuki.
Książę Franciszek Józef II odegrał ważną rolę w transformacji Liechtensteinu z kraju rolniczego do przemysłowo-usługowego popierając w przemówieniach i zatwierdzając szereg reform gospodarczych i społecznych. Wielokrotnie spotykał się z ludnością i był przez nią bardzo ceniony.
24 marca 1984 mianował swojego syna Jana Adama koregentem, oddając mu przy tym rzeczywistą władzę, ale formalnie pozostając głową państwa. Zmarł 13 listopada 1989 roku w wieku 83 lat w szpitalu w Grabs w Szwajcarii.

## Genealogia
| Pradziadkowie                                          | książę Franciszek Liechtenstein (1802–1887) ∞1841 Julia Eudoksja Potocka (1818–1895) | książę Liechtenstein Alojzy II (1796–1858) ∞1831 Franciszka Kinsky von Wchinitz und Tettau (1813–1881) | arcyksiążę Franciszek Karol Habsburg (1802–1878) ∞ 1824 arcyksiężna Zofia Wittelsbach (1805–1872) | król Portugalii Michał I Bragança (1802–1866) ∞1851 Adelajda Löwenstein-Wertheim-Rosenberg (1831–1909) |
| Dziadkowie                                             | książę Alfred Liechtenstein (1842–1907) ∞1865 Henriette Liechtenstein (1843–1931)    | książę Alfred Liechtenstein (1842–1907) ∞1865 Henriette Liechtenstein (1843–1931)                      | arcyksiążę Karol Ludwik Habsburg (1833–1896) ∞1873 Maria Annunziata Portugalska (1855–1944)       | arcyksiążę Karol Ludwik Habsburg (1833–1896) ∞1873 Maria Annunziata Portugalska (1855–1944)            |
| Rodzice                                                | książę Alojzy Liechtenstein (1869–1955) ∞ 1903 Elżbieta Amalia Habsburg (1878–1960)  | książę Alojzy Liechtenstein (1869–1955) ∞ 1903 Elżbieta Amalia Habsburg (1878–1960)                    | książę Alojzy Liechtenstein (1869–1955) ∞ 1903 Elżbieta Amalia Habsburg (1878–1960)               | książę Alojzy Liechtenstein (1869–1955) ∞ 1903 Elżbieta Amalia Habsburg (1878–1960)                    |
| Franciszek Józef II (1906–1989), książę Liechtensteinu |                                                                                      | |                                                                                                   | |